# 王占国
王占国（1938年12月29日—），河南镇平人，中国半导体材料物理学家。1962年毕业于南开大学物理系。中国科学院半导体所研究员。1995年当选为中国科学院院士。